# Karl Sigmund von Hohenwart

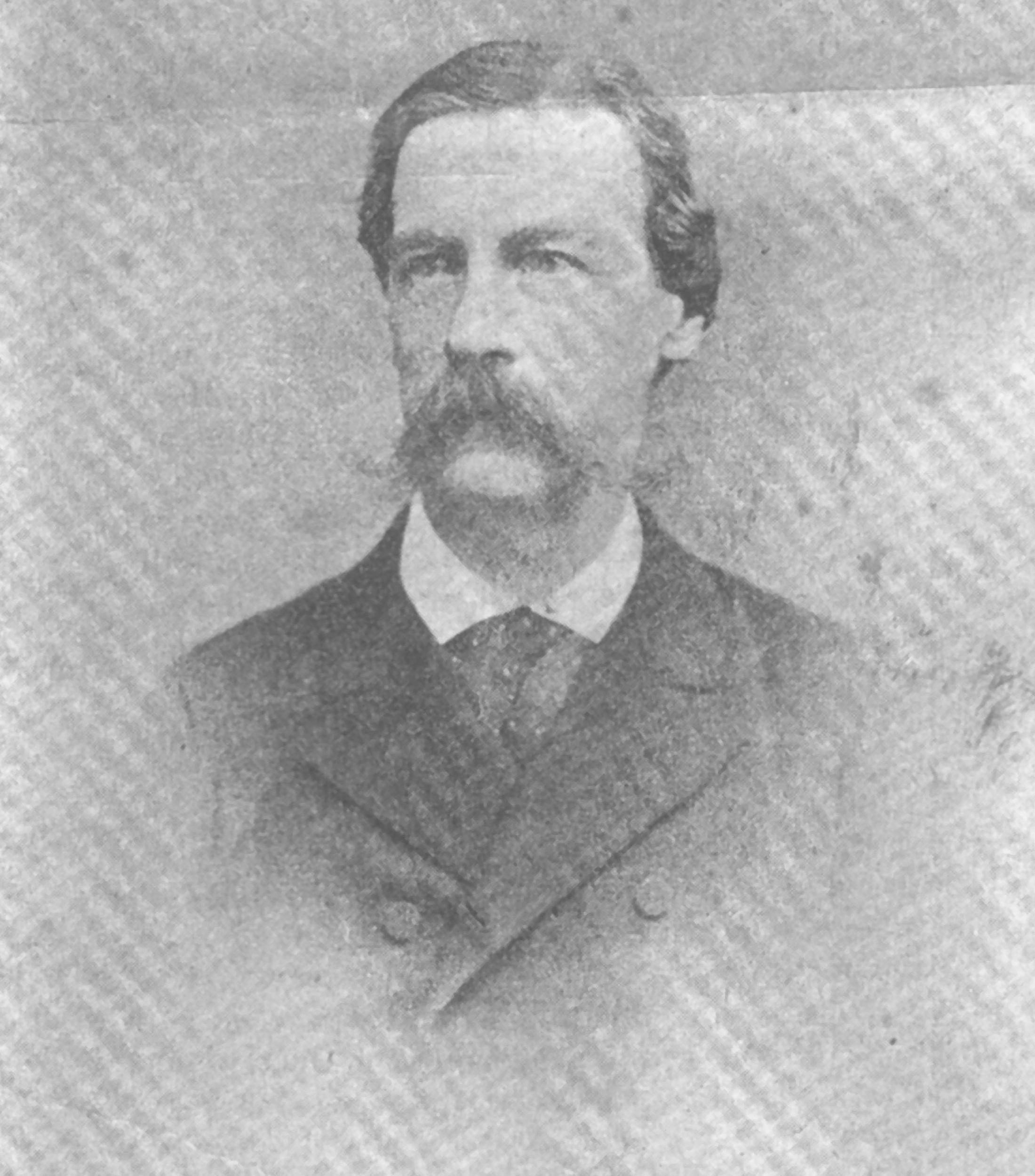
Karl Sigmund von Hohenwart.

Karl Siegmund von Hohenwart, född 2 februari 1824 i Wien, död där 26 april 1899, var en österrikisk greve och politiker.
Hohenwart var ståthållare i övre Österrike, då han som chef för det federalistiska partiet utnämndes till ministerpresident, februari 1871. Redan i oktober samma år tvingades han avgå. Sedermera spelade han en roll i riksrådets (riksdagens) deputeradekammare som chef för högra centern (1873-91) och den under hans ledning 1891 bildade strängt konservativa Hohenwartklubben som bestod av böhmiska jordägare, tyskkonservativa, slovener, kroater och rumäner. Dess tyska medlemmar utträdde i november 1895 ur partiet och bildade en egen grupp, Katolska folkpartiet, och efter Hohenwarts utträde ur deputeradekammaren 1897, då han blev medlem av herrehuset, upplöstes Hohenwartklubben. Från 1885 till sin död var Hohenwart president i Oberster Rechnungshof. 